# Estische Apostolisch-Orthodoxe Kerk
De Estische Apostolisch-Orthodoxe Kerk (Estisch: Eesti Apostlik-Õigeusu Kirik) is een autonome Oosters-orthodoxe kerk met aan het hoofd een metropoliet die erkend wordt door het Oecumenisch patriarchaat van Constantinopel. Er zijn twee orthodoxe kerkgenootschappen in Estland; de andere is de Estische Orthodoxe Kerk onder het patriarchaat Moskou. Estland erkent de Estische Apostolisch-Orthodoxe Kerk als de juridische opvolger van de Estisch-orthodoxe Kerk, die tussen 1923 en 1940 heeft bestaan. De taal van de liturgie is Estisch, maar in sommige kerken Kerkslavisch.
De huidige metropoliet is Stephanos van Tallinn met de titel ‘Metropoliet van Tallinn en geheel Estland’. Hij bekleedt deze functie sinds 1999.

## Vestiging van de orthodoxe kerk in Estland

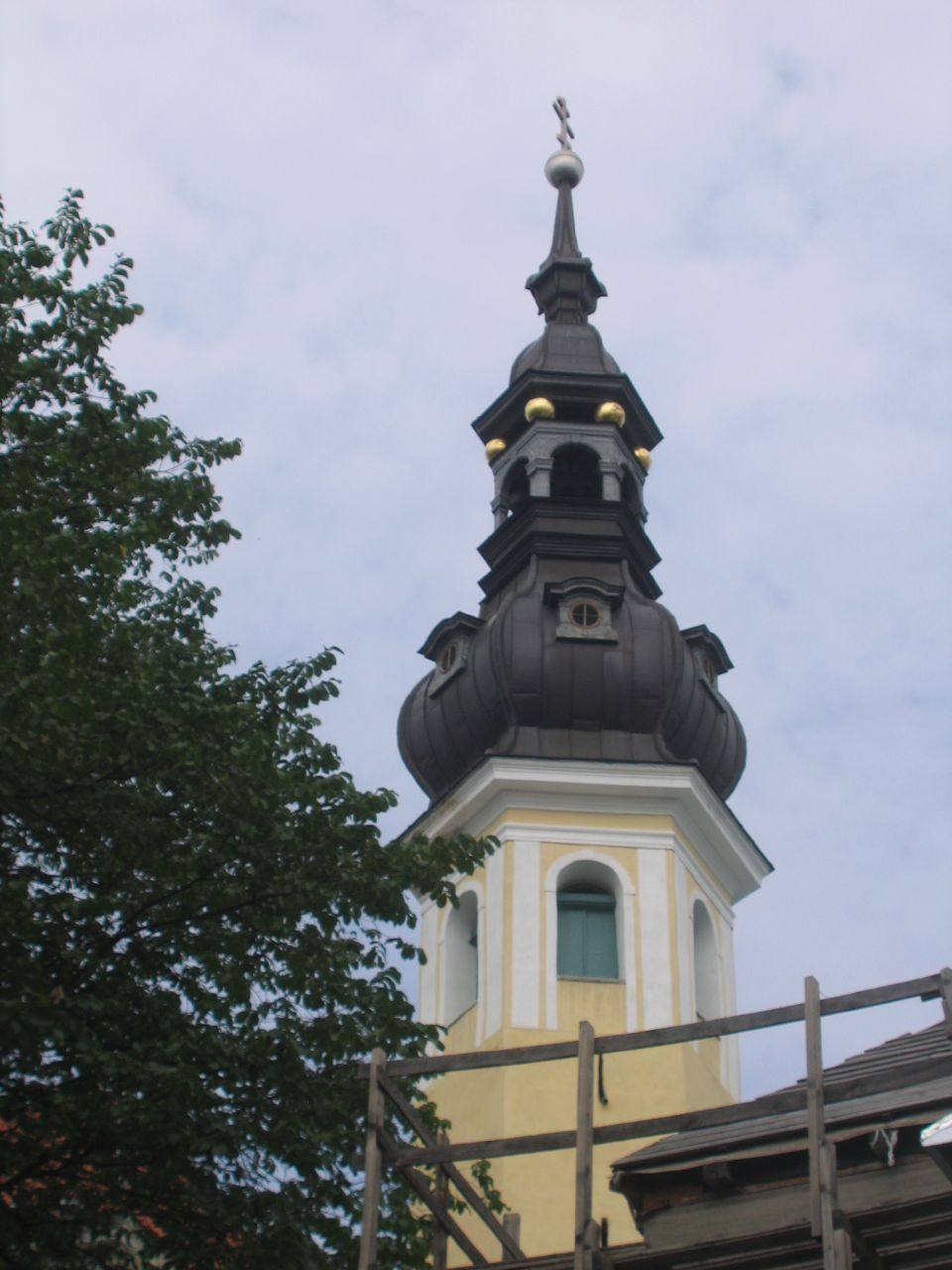
Toren van de Kathedraal van de Transfiguratie in Tallinn

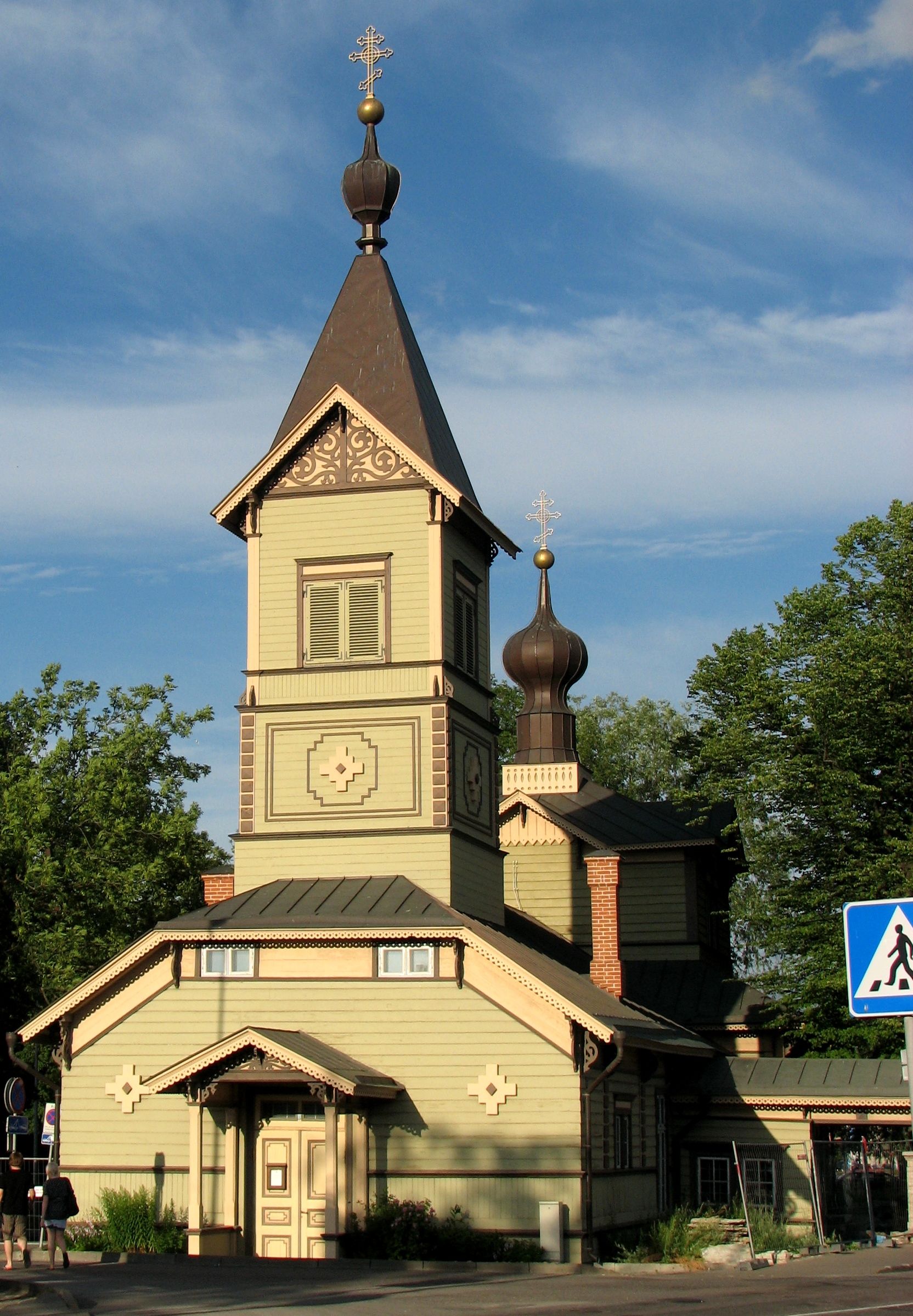
De kerk van St. Simeon en de profetes Anna in Tallinn

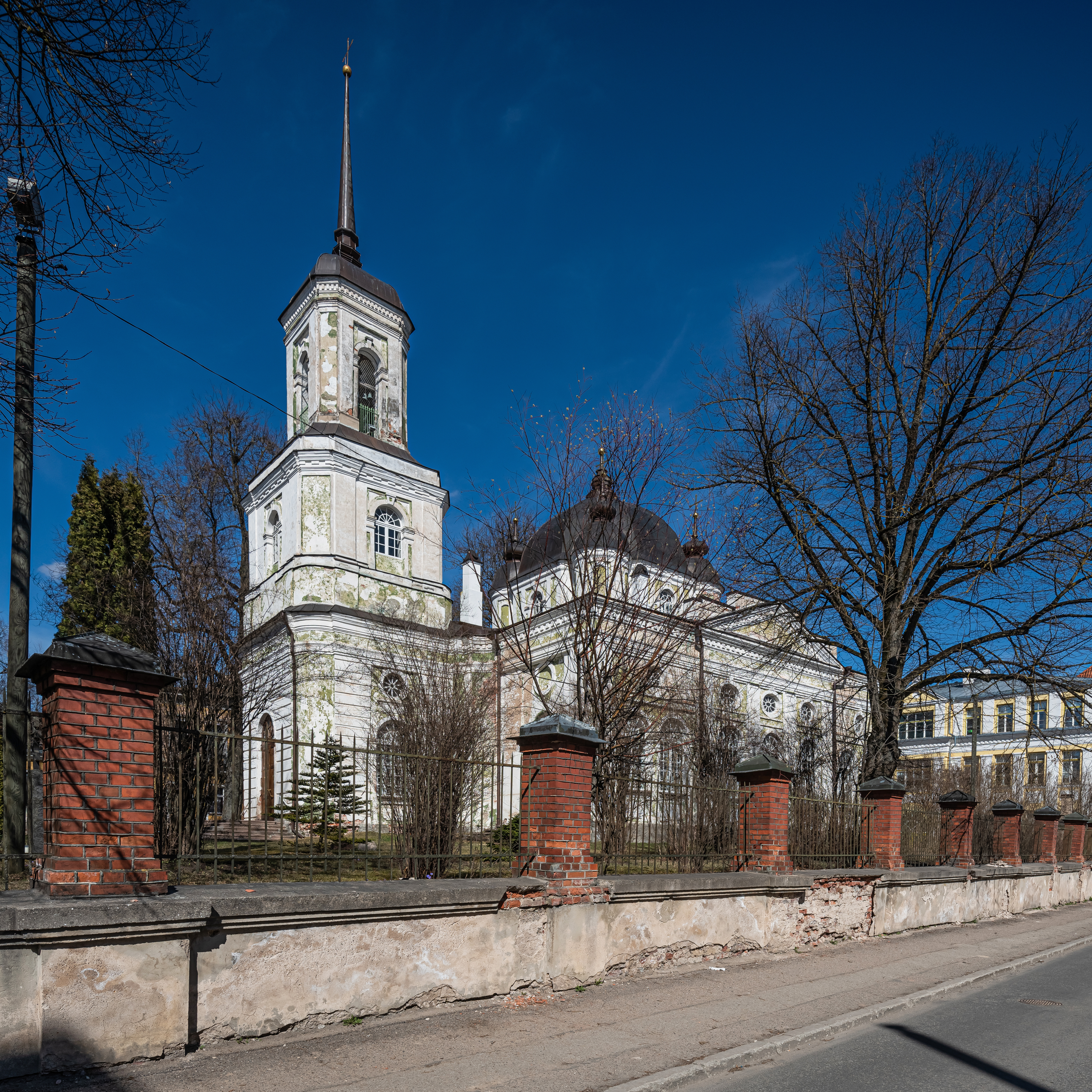
De Kathedraal van de Ontslapenis van de Moeder Gods in Tartu

Al in de 10e, 11e en 12e eeuw probeerden orthodoxe missionarissen uit Veliki Novgorod en Pskov de toen nog heidense Esten in wat nu Zuidoost-Estland is te bekeren. In de 13e eeuw werd Estland echter veroverd door de Orde van de Zwaardbroeders, die het Rooms-katholicisme introduceerden. Latere machthebbers waren luthers en volgens de gewoonte van die tijd ging de gehele bevolking naar het lutheranisme over.
Pas in de 17e en 18e eeuw kreeg het oosterse christendom weer enige voet aan de grond in Estland, toen groepen oudgelovigen uit Rusland, die zich verzetten tegen de hervormingen in de liturgie die patriarch Nikon van Moskou had ingevoerd, naar het Baltisch gebied uitweken. Daar heerste een toleranter klimaat. In Estland leven ook nu nog oudgelovigen, vooral in nederzettingen aan de oevers van het Peipusmeer. De schattingen over het aantal oudgelovigen lopen uiteen, van 2.500 tot 15.000.
In de 18e en 19e eeuw maakte Estland deel uit van het Keizerrijk Rusland. Rond 1850 ging het gerucht dat de Russisch-orthodoxe Kerk iedereen die zich tot de orthodoxie zou bekeren een stuk land ergens in Rusland zou geven. Duizenden Estische landarbeiders bekeerden zich tot de Russisch-orthodoxe Kerk. Toen het gerucht niet bleek te kloppen, ging een groot deel van hen weer terug naar de lutherse kerk.
Daarnaast vestigden zich veel Russen in Estland: bestuursambtenaren, kooplui en arbeiders die in de opkomende industrie gingen werken. Voor hen werd op het eind van de 19e eeuw de Alexander Nevski-kathedraal in Tallinn gebouwd, het centrum van het orthodoxe geloof in Estland. In 1891 werd bij het dorpje Kuremäe in de provincie Ida-Virumaa het vrouwenklooster Pühtitsa gesticht. Ook in andere plaatsen kregen de Russen een eigen kerk. Veel Russen bleven in Estland toen in 1918 de onafhankelijkheid was uitgeroepen. In 1922 had bijvoorbeeld 8,2% van de bevolking Russisch als moedertaal.

## De Estisch-orthodoxe Kerk
In 1920 erkende Tichon van Moskou, de patriarch van de Russisch-orthodoxe Kerk, de orthodoxe kerk in Estland als autonoom en tijdelijk autocefaal. De Estisch-orthodoxe Kerk was vrij om zijn eigen financiën te beheren, administratie te voeren en opleidingen op te zetten. Aartsbisschop Aleksander Paulus van Tallinn (1872–1953) werd gekozen tot ‘metropoliet van Tallinn en geheel Estland’.
Oorspronkelijk viel de Estisch-orthodoxe Kerk onder het patriarchaat van Moskou, maar door de vervolgingen van de moederkerk in de Sovjet-Unie ging het contact met Moskou verloren. In 1923 legde de Estische kerk contact met het Oecumenisch patriarchaat van Constantinopel. Patriarch Meletius IV van Constantinopel nam het primaatschap over de Estisch-orthodoxe Kerk over, onder dezelfde voorwaarden als voorheen (autonomie en tijdelijke autocefalie).
Op het moment dat Estland door de Sovjet-Unie werd bezet, was ca. 20% van de bevolking (210.000 mensen) aangesloten bij de Estisch-orthodoxe Kerk. Onder de gelovigen waren zowel Russisch- als Estischtaligen. Een prominent lid was de Estische president Konstantin Päts. Er waren 156 parochies, 150 geestelijken en drie bisschoppen. De kerk had een leerstoel in de theologische faculteit van de Universiteit van Tartu en een opleidingsinstituut in Petseri. De nog steeds bestaande kloosters in Kuremäe en Petseri (dat sinds 1944 overigens bij Rusland hoort) waren onderdeel van de kerk.

## Ontmanteling van de kerk
In 1940 werd Estland door de Sovjet-Unie bezet. De bezetters brachten de Estisch-orthodoxe Kerk weer terug onder de vleugels van de Russisch-orthodoxe Kerk. Onder Duitse bezetting (1941–1944) werd de autonomie van de Estische kerk weer hersteld (hoewel sommige parochies trouw bleven aan Moskou), maar nadat het Rode Leger in 1944 de Duitsers had verdreven, werd de Estisch-orthodoxe Kerk teruggebracht tot de status van bisdom binnen de Russisch-orthodoxe Kerk. In 1964 werd de zittende ‘bisschop van Tallinn en geheel Estland’, Aleksi, bevorderd tot aartsbisschop. Daarmee was Tallinn een aartsbisdom geworden. Dankzij de massale immigratie van etnische Russen vanuit andere delen van de Sovjet-Unie naar Estland vormden de Esten binnen deze kerk al gauw nog maar een kleine minderheid. De diensten waren vrijwel overal in het Kerkslavisch.
In 1944 was Aleksander Paulus, metropoliet van Tallinn en geheel Estland, dus het toenmalige hoofd van de Estisch-orthodoxe kerk, samen met 23 priesters en ca. 8.000 gelovigen naar Zweden gevlucht. Daar bleef de kerk onder de naam Orthodoxe Kerk van Estland in Ballingschap actief als exarchaat van het Oecumenisch patriarchaat van Constantinopel.
Onder druk van de patriarch van Moskou herriep patriarch Dimitrios I van Constantinopel in 1978 de overeenkomst (tomos) tussen de Estisch-orthodoxe Kerk en het Oecumenisch Patriarchaat uit 1923.

## Heroprichting
In 1993, twee jaar na het herstel van de onafhankelijkheid van Estland, erkende het land de Orthodoxe Kerk van Estland in Ballingschap als de legitieme opvolger van de vooroorlogse Estisch-orthodoxe Kerk. Daarmee kreeg de kerk ook de eigendom van de meeste orthodoxe kerken in Estland terug. Veel orthodoxe ballingen keerden terug naar Estland. Op 20 februari 1996 herstelde Bartholomeus I, patriarch van Constantinopel, de tomos tussen het Oecumenisch patriarchaat en de Estische kerk, die nu de naam Estische Apostolisch-Orthodoxe Kerk had aangenomen. Deze actie werd scherp veroordeeld door de voormalige aartsbisschop en metropoliet Aleksi van Tallinn, die inmiddels als Aleksi II van Moskou patriarch van Moskou was geworden. Voor hem bleef Estland tot het territorium van de Russisch-orthodoxe Kerk behoren. De betrekkingen tussen beide patriarchen waren korte tijd uiterst koel.
Bij de wederopbouw van de Estische kerk kwam de Fins-Orthodoxe Kerk te hulp. Aartsbisschop Johannes van Karelië en geheel Finland trad in de jaren 1996–1999 op als waarnemend metropoliet van de Estische Apostolisch-Orthodoxe Kerk. In 1999 koos de kerk Stephanos van Tallinn tot metropoliet. Stephanos’ wereldse naam is Christakis Charalambides; hij is van Cypriotische afkomst.
In mei 1996 werd in Zürich (Zwitserland) overeenstemming bereikt tussen de Estische en de Russische kerk. De plaatselijke parochies kregen zelf de keus tussen de beide kerkgenootschappen. Ca. 150.000 gelovigen in 31 parochies kozen voor de Russische kerk, 20.000 gelovigen in 60 parochies voor de Estische. Het vrouwenklooster Pühtitsa bij Kuremäe koos voor de Russische kerk. De Russische kerk verleende haar Estische dochter semi-autonomie als Estische Orthodoxe Kerk onder het Patriarchaat van Moskou. De ‘metropoliet van Tallinn en geheel Estland’ van deze kerk is Kornelius Jakobs. De taal van de liturgie is Kerkslavisch. In 2002 erkende Estland de Estische Orthodoxe Kerk onder het Patriarchaat van Moskou als kerkgenootschap. Dit bood een oplossing voor het vraagstuk van de eigendom van de kerkgebouwen. De Estische kerk kan een gebouw overdragen aan de staat, die het op zijn beurt kan overdragen aan de Russische kerk.
De meerderheid van de Russische kerk bestaat uit Russischtaligen. In de Estische kerk is een Estischtalige meerderheid. In Tallinn heeft de Estische Apostolisch-Orthodoxe Kerk drie kerken: de Kathedraal van de Transfiguratie in Vanalinn, de historische binnenstad (de hoofdvestiging), de Kerk van St. Simeon en de profetes Anna in de wijk Sadama en de Kerk van St. George, eveneens in Sadama. Tallinns bekendste orthodoxe kerk, de Alexander Nevski-kathedraal, behoort tot de Russisch-orthodoxe Kerk.
In 2009 werd in Ööriku op het eiland Saaremaa een nonnenklooster gewijd, dat is gelieerd aan de Estische Apostolisch-Orthodoxe Kerk. In 2012 verhuisde het klooster naar Reo op hetzelfde eiland.
Ondanks het in Zürich gesloten compromis erkent de Russisch-orthodoxe Kerk de Estische Apostolisch-Orthodoxe Kerk nog altijd niet als aparte kerk. Wel zijn er voorzichtige, vaak informele contacten.
Volgens de volkstelling van 2000 rekent 14,8% van de inwoners van Estland zich tot de Evangelisch-Lutherse Kerk en 13,9% tot een van de orthodoxe kerken.

### Letland
In Letland bestaat een Lets-orthodoxe kerk, die een soortgelijke positie inneemt als de Estische Orthodoxe Kerk onder het Patriarchaat van Moskou. In het Interbellum bestond wel een autocefale Lets-orthodoxe kerk, die onder het Oecumenisch patriarchaat van Constantinopel viel, maar die kerk is na het herstel van de Letse onafhankelijkheid niet teruggekeerd. Er zijn ook maar heel weinig Letten die tot de Lets-orthodoxe kerk behoren. De diensten zijn in het Kerkslavisch.